# Jüdischer Friedhof (Zámostí)
Koordinaten: 50° 22′ 15,7″ N, 14° 52′ 32,1″ O

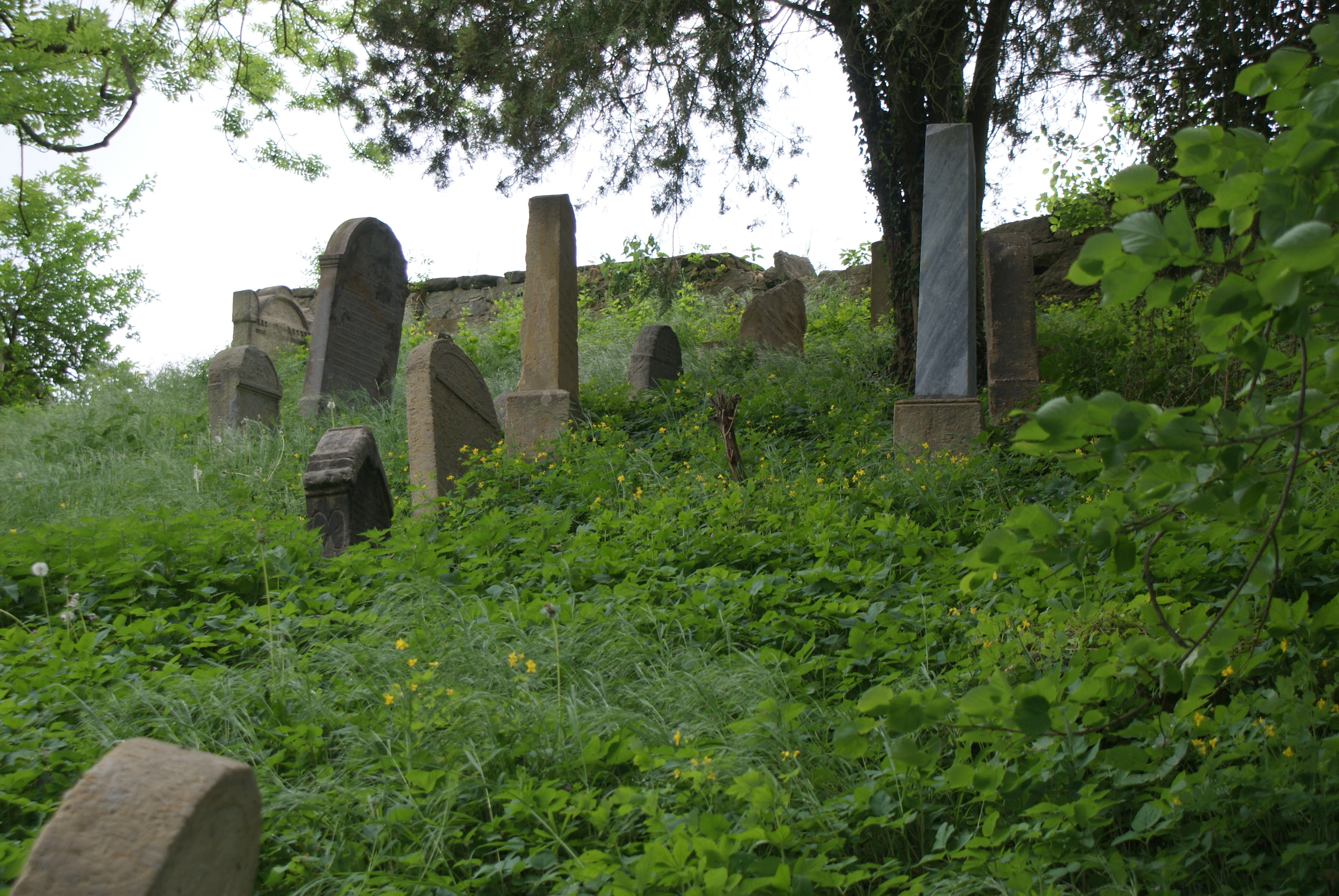
Jüdischer Friedhof in Zámostí

Der Jüdische Friedhof in Zámostí, einem Ortsteil der tschechischen Gemeinde Písková Lhota im Okres Mladá Boleslav in der Mittelböhmischen Region, wurde vermutlich im 19. Jahrhundert angelegt. Der jüdische Friedhof südlich des Ortes ist seit 1996 ein geschütztes Kulturdenkmal.
Auf dem Friedhof sind heute noch viele Grabsteine erhalten.